# Cabreiros (Arouca)
Pour les articles homonymes, voir Cabreiros.
Cabreiros est une ancienne paroisse civile portugaise (en portugais : freguesia) de la municipalité d'Arouca dans le district d'Aveiro. Elle regroupe les villages de Cabreiros, Cando, Rio de Frades et Tebilhão.
La loi no 11-A/2013 du 28 janvier 2013, portant réorganisation administrative du territoire des freguesias, fusionne Cabreiros avec la paroisse voisine de Albergaria da Serra pour former l’União das freguesias de Cabreiros e Albergaria da Serra (dont le siège est à Cabreiros).